# Eleonora Alexejewna Romanowa
Eleonora Alexejewna Romanowa (russisch Элеонора Алексеевна Романова; ukrainisch Елеонора Олексіївна Романова / Eleonora Oleksijiwna Romanowa, * 17. August 1998 in Krasnodon) ist eine rhythmische Sportgymnastin, die als Mitglied der ukrainischen Nationalmannschaft jeweils Dritte der Weltmeisterschaften 2014 und 2015 im Mannschaftsmehrkampf wurde. Seit 2016 ist sie russische Staatsbürgerin.

## Sportliche Karriere
Entdeckt wurde Romanowa mit elf Jahren von Albina Deriugina. Vor ihrem Nationenwechsel lebte Romanowa von 2009 an in Kiew und trat für den bekanntesten ukrainischen Verein für Rhythmische Gymnastik, die Deriugina-Schule (ДЮСШ [Детско-юношеская спортивная школа] «Школа Дерюгиных») im Oktober-Palast an. Sie besuchte eine Kiewer Elite-Sportschule (Республиканское высшее училище физической культуры = РВУФК).
An internationalen Wettkämpfen nimmt Romanowa seit 2012 teil, als sie beim Weltcup in Kiew Silber in der Team-Wertung und in einer Einzelwertung (Reifen) gewann. Außerhalb der Ukraine tritt Romanowa ebenfalls seit 2012 an. Bei der Europameisterschaft in Nischni Nowgorod belegte sie den vierten Platz.
2013 gewann Romanowa beim Weltcup in Estland 2013 («Miss Valentine») als Juniorin dreimal Gold (Ball, Keule und Reifen) und einmal Silber (Band), beim Grand Prix in Moskau wurde sie Zweite in der Kategorie All Around.
Ebenfalls 2013 wurde Romanowa in Artemiwsk überlegen, das heißt mit dem Sieg in der Kategorie All Around und allen vier Einzeldisziplinen, ukrainische Staatsmeisterin (Juniorinnen), nachdem sie bereits 2012 Vize-Staatsmeisterin geworden war, und gewann in Tokyo beim AEON-Cup Bronze im Team-Bewerb sowie in der Kategorie Juniorinnen auch in der Einzelwertung.
Seit 2014 tritt Romanowa in der Kategorie Seniorinnen an und gewann bei der Weltmeisterschaft in Izmir Bronze im Mannschaftsmehrkampf. Am Grand-Prix-Finale in Innsbruck 2014 nahm Romanowa als einzige ukrainische Vertreterin teil und wurde Sechste (All Around und Reifen, Keule, Band) bzw. Fünfte (Ball).
2015 gewann Romanowa bei den Europameisterschaften wie auch erneut bei den Weltmeisterschaften Bronze mit der ukrainischen Mannschaft.
Im Februar 2016 wurde in der ukrainischen Presse berichtet, dass Romanowa die Staatsbürgerschaft wechseln und künftig für Russland starten wolle. Laut einer Stellungnahme des ukrainischen Sportministers Ihor Schdanow waren Romanowas Eltern unerwartet in Kiew erschienen, um sie mit nach Russland zu nehmen. Der ukrainische Verband erklärte in einer Pressemitteilung, dass Romanowa an Silvester bei ihren Eltern in Krasnodon gewesen und daraufhin nicht mehr zum Nationalteam zurückgekehrt sei. Im September erhielt Romanowa zusammen mit ihrer Mutter die russische Staatsbürgerschaft. In Russland wird sie von Jewgenija Kanajewa trainiert. Nach den Bestimmungen der FIG dürfte sie auch ohne Einwilligung des ukrainischen Verbandes ein Jahr nach Erlangung der neuen Staatsbürgerschaft Russland international vertreten.

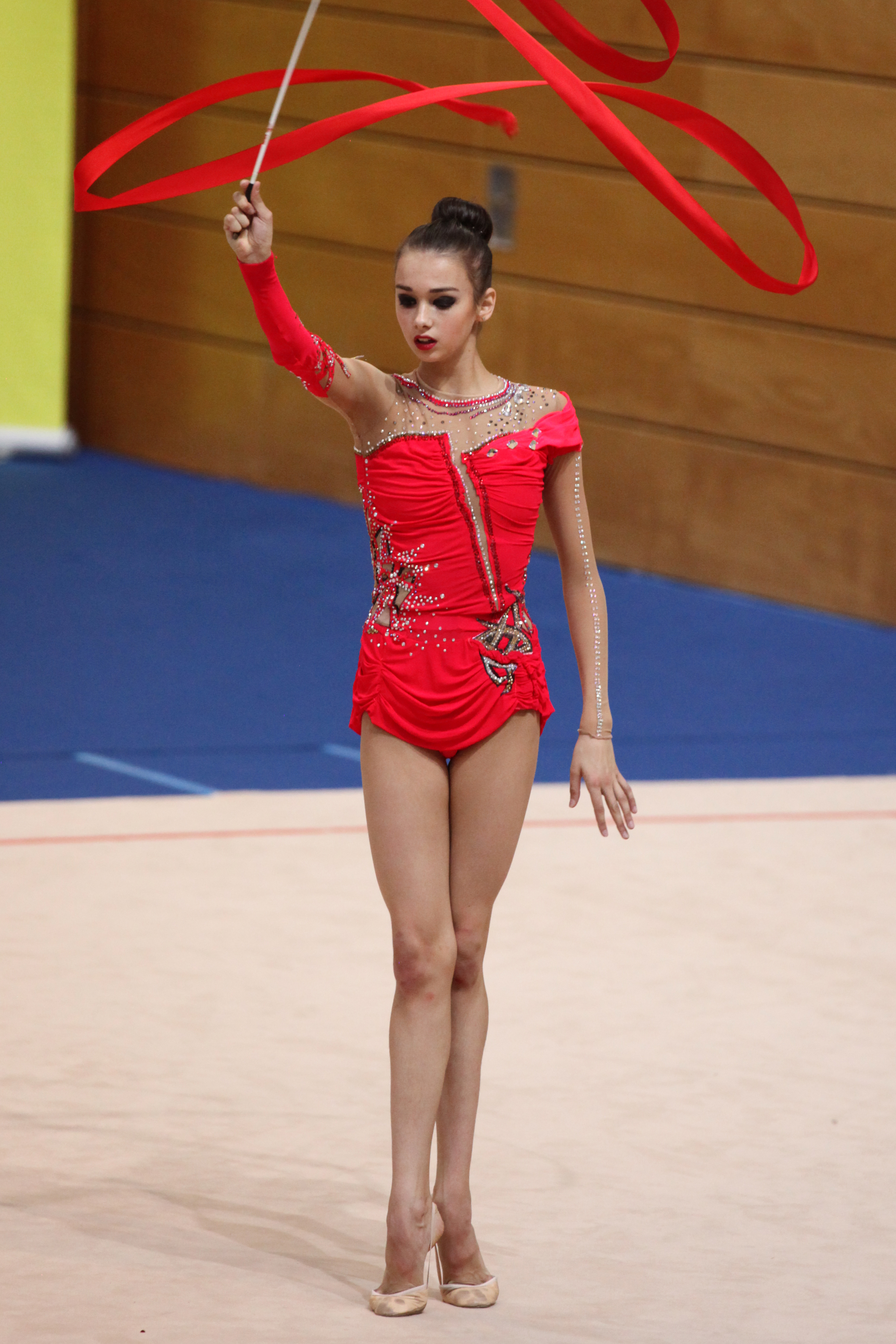
Eleonora Romanowa beim GP-Finale in Innsbruck 2014

## Trivia
Eleonora Romanowa ist die Tochter von Alexej und Uljana Romanowa und hat eine um drei Jahre jüngere Schwester, Maja, die ebenfalls rhythmische Gymnastik betreibt.